# 数えずの井戸
『数えずの井戸』（かぞえずのいど）は、京極夏彦による日本の小説。
岡本綺堂の「番町皿屋敷」を下敷きに執筆された、江戸怪談シリーズの第3弾。

## 概要
2008年より、上毛新聞、京都新聞夕刊、岐阜新聞夕刊、北日本新聞、岩手日報、紀伊民報の地方新聞6紙で連載され、構成を変更、修正を加えた上で書籍化された。
「番町皿屋敷」では青山播磨守主膳がお菊に祟られるが、全国各地にある皿屋敷伝説では、播磨の名前に「青山」「播磨」「主膳」「遠山」「鉄山」、菊には「きら」が記号として組み合わされ、人物の関係性と性格が驚くほど違っていることを踏まえ、それらを削ることなく、矛盾した複数の人格を1人なり2人なりに重ね合わせて統合し、さらにそれらを複数に振り分け、それらの記号を付け直してキャラクターに仕立てている。つまり登場人物のほとんどが同じ人物の複写であり、自分というものに対するアプローチが違うだけで、青山播磨と遠山主膳、菊と大久保吉羅は同じ人である。また、強い関係性が出来上がる前に物語が終わってしまうため、前2作より恋愛色は薄い。

## あらすじ
番町に屋敷を構える旗本・青山家の家督を継いだ青山播磨は、無役であることを案じた伯母から次期若年寄と噂される大久保家の令嬢・吉羅との縁談を結び、夏までに祝言を挙げるよう命じられ、青山家御側用人の柴田十太夫は婚姻の条件として求められた家宝の姫谷焼の色絵皿10枚揃を探して奔走する。吉羅の方も縁談相手の中で唯一自分に興味を持たなかった播磨を手に入れたいと感じ、花嫁修行の名目で青山家の屋敷に乗り込んでくる。一方、部屋住の遠山主膳は、自分と同様に世の中がつまらないと感じている筈の播磨が周囲に諾々と従って祝言を挙げることに苛立ち、主を蔑む中間奴の権六と手を組んで、欠落を埋めるためにぜんぶ壊してしまおうと企む。
同じ頃、6度目の奉公先を3箇月で追い出されてしまった町娘の菊の元へ、徳次郎から幼馴染の米搗き男・三平との縁談が持ち込まれる。だが、程なくして10年間自分達親子を陰ながら支援してくれた十太夫の口から自分が罪人の子であることを知り、罪を償うべく自ら志願して生涯附け渡りの水仕奉公として青山家に上がる。

## 登場人物

### 青山屋敷の人々
青山 播磨（あおやま はりま）
直参旗本、1400石の青山家の新当主。気難しそうな顔の痩せた男。昨年末に火付盗賊改役長官まで勤め上げた父・鉄山が急死したため家督を継ぐ。25歳。
真面目で無慾な性格で、武門の嗜みを厳しく躾けられたことで心中慾を抱くことは卑しいと身に沁みて識っていたが、10割あるのが9割しかないように思えてならないという欠落感を常に感じている。子供の頃はそれに納得できないせいで癇癪を起こしたために慾張りな子だと思われていた。元服してからは終わりや行き着く先のないものなら欠けようがないと剣術に励み、只管腕を磨いて師範代並の名手となり赤松道場の門下でも1、2を争う程になるが、空虚な欠落感は些とも埋まらず、白鞘組の仲間と遊び歩くことにも興味が失せて面倒になり、父の死後は顔も合わせていなかった。
人当たりが良く聡明で、心優しく、丁寧に礼を尽くし、尋ねれば何でも教えるが、何事もどうでもいいと思っていて興味がなく、いろいろと諦めているので、自分からは何も問わず尋ねもせず、面倒ごとから逃げ出す癖がある。何かに酔うということがない性質であり、醒めると恐ろしい欠落感に襲われるだけなので、酒が嫌いで色の道にも淡白。
役替の時期ではないので沙汰がなく、現状では厭だと思いつつも無役直参の寄合に顔を出している。それを心配した伯母である服部真弓に吉羅との縁談を勧められ、何が足りないのかも判らず、どうでも良いかと思って承諾する。
菊（きく）
18歳を過ぎた町娘。ひと際に聡明だが先を読みすぎて動けなくなってしまうため、自分は莫迦だと思っている。無愛想ではなく、器量も良く、能く笑い、性質は至って温厚で暗くも卑屈でもないのだが、不器用で不調法で外れ調子ののろまだと周囲からは思われ、機敏な立ち居振る舞いが出来ず、何ごとも鈍いために落ち着いた様子に映るので、余計に莫迦に見えてしまう。器量良しでもあるが自覚がないため、同性から妬まれているのに気づいていないことも多く、奉公先で色々な問題に巻き込まれてすぐに解雇されてしまう。
生まれてから一度も悪心を起こしたことがなく、ただの一つも悪いことをしたことがないような善良な人間。自分を嫌っている者は苦手だが、苦手な相手程、好きでいようと心掛ける癖がある。濡れ衣で失態を自分の所為にされても、自分の側に落ち度があると考えて一切抗弁しないので、真相が露見した時に余計に責められる。数を数えられない訳ではないが、数えているうちに気が先に行ってしまうので、数えても数えても数えられず、数えるのが嫌い。そのため、数えることなくあるがままに物事を捉え、1つしかなくて数えられない空が一番好き。
13歳で初めて奉公に出されたが、長くて2年、短ければ半月で追い出されており、6度目となる今回も勤め先の主人からも可愛がられていたのだが、それに嫉妬した女将の妬心を買い、又市の働きで免れたものの3両と引き換えに職を失う。徳次郎の口利きで三平との縁談が持ち上がるが、その矢先に自分達親子を支援してくれた十太夫から自分の父親が10年前に獄門にされた盗賊だと聞かされ、親の罪を償うために生涯附け渡りの水仕奉公に上がることを決意、十太夫と縁のある小間物屋の娘として青山家へ迎えられる。
柴田 十太夫（しばた じゅうだゆう）
青山家御側用人。温厚で小心そうな、何処か草臥れた様子の小柄な男で、疾うに40を過ぎている。10年前に死去した父の軍太夫も側用人で、5年前に権太夫の跡を継いで御側用人となった。
青山家のために20年以上も粉骨砕身、休む間も無く忙しなく働いており、忠義者とされる。勤勉実直な善人ではあるのだが、物腰が軽く、年長者の風格も武士としての威厳もない。実際には心底勤勉な訳でも模範的な訳でもなく、周囲に喜ばれ、褒められ、感謝されることを好んでいるだけで、常に人目を気にしている。主や親が死んだ時も葬儀法要で褒められる立ち居振る舞いばかり気にしていたように思えてならず、己がからっぽであるような気がしている。
鉄山のことは自分を褒めてくれる上に、仕えているだけで他人から褒められるので掛け替えのない主だと思っていたが、自分が何をしようとどこか不満げで喜んでくれず、褒めてくれない播磨のことは嫌いな訳ではないが苦手に思っている。父からの言いつけで詳しい事情を一切知らぬまま、静と菊の母子を10年間支援し続けた。服部真弓の言いつけで家宝とされる姫谷焼十枚揃いの絵皿を捜索することになる。
権六（ごんろく）
青山屋敷に3年前から仕える中間奴。悪相の大男で播磨や主膳の朋輩。面構えも悪相だが、腕っ節は弱い。陰で、播磨をぼんくら、十太夫を末成（うらなり）と悪しざまに罵る。武士ではないので白鞘組の仲間には入っていないが、彼らの後にくっ付いて歩いては、虎の威を借りて憎らしい町奴を蹴散らして愉しんでいた。
仙（せん）
青山屋敷の腰元。町家の出で堅苦しいのは肌に合わず、菊を妹のように気遣う。主である播磨に好意を抱いており、吉羅との婚姻は主に不利益をもたらすと考え妨害工作を行う。

### それ以外の登場人物
静（しず）
菊の継母。原宿村の百姓の娘。浅草の小間物屋で働いていた時に嘉助と知り合い、13年前に事実上の体の良い子守女として鳥越辺りで1年ばかり夫婦として暮らす。番町の近く飯田町の九兵衛長屋には10年ばかり前より住まい、仕立て屋の下請け針子で生計を立てる。菊に米搗きの三平とは浅からぬ縁が、知らないでいい繋がりがあるという。
第1作『嗤う伊右衛門』に登場した雑司ヶ谷の足力按摩の宅悦とは面識があり、その縁で又市と知り合う。
又市（またいち）
異名：小股潜りの又市（こまたくぐり の またいち）
麹町の念仏長屋に住まう魔除けの札撒き、マカショ。縁切り縁付きの仲人屋を生業としていたが、それが高じて揉め事を収める渡世をしているという。「小股潜り」なる二つ名を持つ小悪党。十太夫の依頼を受け、奉公先の主人から菊を救う。巷説百物語シリーズにも登場。
遠山 主膳（とおやま しゅぜん）
遠山家の非嫡子の部屋住で、白鞘組の一員。細面の精悍な顔つきだが、時に蛇のような眼をすることがある。
生まれた時から生きているのがつまらないと感じており、面白いと思えることは好きなのだが、それでも自分を含めて何もかもが嫌いで、それを忘れるためにくだらない遊びなどに現を抜かしたが、結局くだらないことを繰り返したところで変わりはないと気づいてしまう。剣術に励んだのも太刀を振るっている間は何も考えずに済むからで、勝ちたい訳でも強さを示したいからでもない。赤松道場で一番腕が立つとされ、剣の勝負では播磨に常に勝ってきたが、彼に勝つ気がなく気迫が欠けているだけで、実力は彼の方が上だと認めている。生きていることがくだらぬ、だが死のうとも思わぬ、ずっとずっと静かに狂うておると言い放つ。
常に物足りないようにしている播磨は自分と同じではないかと気に掛けていたが、彼が自分のようにならず、なすがままに全てを受け入れて生きていて、愉しくないのに諾々と為すがままにして祝言を挙げようとしていることに不満を抱く。
三平（さんぺい）
久兵衛長屋の路地木戸を出て筋向かいの角の古小屋に暮らす米搗き男。まだ17、8らしいが自分の歳を数えていない。祖父も父親も死去しており、兄弟も仲間もなく、一人で暮らしている。
17、8の若者とは思えない程に不器用で鈍く、住んでいる汚い小屋から理由もなく外出することも遊ぶこともない。数えるのが苦手というより、数える意味が分からなくなってしまう人物。温厚で、自分の境遇に疑問を抱かず満足している。独りなので喰えるだけ働けばいいと米搗きの仕事を続けており、好き嫌いも考えたことがなく、搗きたくないとも搗きたいとも思っていない。また、理由はないが江戸から出たいとは思っていないので、徳次郎から旅に誘われても断っている。一方で純粋で思い込みが激しいところもある。
幼い頃は静の元へ預けられており、兄妹のように育った幼馴染の菊に対して複雑な感情を抱く。
徳次郎（とくじろう）
異名：四つ珠の徳次郎（よつだま の とくじろう）、男鹿の魔法（おが の まほう）
籠抜けに刀玉、目戯の大道芸を生業とする辻放下師。鳥も通わぬほど遠く、そして生きてるか死んでるか判らない亡者みたいな連中がぼおっと生きてる酷い島の生まれだという。総髪を後ろで束ね、飴売りのような派手な格好をしている。鑑札はあるが帳面には載っていない無宿人。故郷を捨てて江戸で吹き溜まったが、知り合った旅芸人から諸国の話を聞くうちに江戸で燻っているのが厭になって、座頭になって旅芸人の一座を組んで諸国を廻るようになる。
両国の花火の時に知り合った三平を気にかけ、自らの一座に勧誘するとともに菊との縁談を勧める。巷説百物語シリーズにも登場。
大久保 吉羅（おおくぼ きら）
次期若年寄と目される大番頭・大久保唯輔の息女。
賢いが執着が強く激しい性格。欲しいものが手に入るのであれば必ず手に入れるべきだと考えているが、何でも彼でも手に入る訳ではないと識っているので高望みだけは決してせず、手に届くもの以外は決して欲しがらないので、自らを強慾だが弁えていると評する。沢山あることを好むので、昔を勘定して来し方を数に換えてしまうことを嫌う。父親の、欲しいものを己の才覚で手に入れようとする生き方は好きだが、余り興味はない。犬のように尻尾を振って来る者はそれなりに扱い、対等に接して来る者とは対等に接するが、十太夫のように子鼠か兎のような怯えた眼をして謝ってくる相手には不快感を覚える。
自分や父に全く媚びず素っ気ない態度を示した播磨を生き物の中で初めて「欲しい」と思い、父の出世に必要な姫谷焼の皿を手に入れるという目的もあって輿入れを決意する。2人の侍女を伴い花嫁修行の名目で自ら青山屋敷に乗り込むが、空っぽなのに何も欲せず満ち足りているような菊に対して嫉妬を募らせていく。
服部 真弓（はっとり まゆみ）
青山家先代当主・青山鉄山の姉で、播磨の伯母。既に五十路も了る頃で小石川に住まう。中中の女傑として知られる。
家督を継いだ甥が無役であることを気にかけて大久保家との縁談を推し進め、縁談を利用して出世させることを目論む。
槙島 権太夫（まきしま ごんだゆう）
青山家に先々代より仕え、十太夫の父・軍太夫が死んでからの5年間青山家の側用人を務めた老人。妻子縁者は居らず、今は隠居し下女小物と湯島に住まう。77歳。
十太夫と播磨に、生前は語られなかった鉄山の秘密を打ち明ける。
嘉助（かすけ）
浅草に住む鳶職。10年程前、大昔の盗賊である向坂陣内を名乗り、手下3名ばかりと徒党を組み江戸市内に於て足掛け3年に渡り盗みを働き、商家寺院、時に大名屋敷にまで忍び込み或いは押し入り、凡そ2200両もの金品を盗み出した。大捕物の結果捕らえられ獄門にかけられるが、その際に無関係な者の命を奪ってしまう。
小心者の意気地なしで、家の中では甘えるばかり、まともに働くことも出来ぬ癖に、悪党になり切る度胸もない。精々、小博奕、強請りの類いが関の山の小物だったが、胡散臭い破落戸とつるんで盗みを働くようになったとされる。
大久保 唯輔（おおくぼ ただすけ）
飯田町の大番頭。吉羅の父。出世栄達が一番で、家裡が平穏無事に収まってさえいればそれでいいと思っているので、そもそも屋敷にはあまり居らず、娘のこともまるで見ていないので、お転婆なだけだと思い込んでいる。
次の若年寄に大抜擢されると専らの噂で、青山家に家宝として伝わる世にも稀な姫谷焼の色絵皿を手に入れ、老中に献上しようと考えている。そこで娘の縁談を利用して家宝を譲り受けることを考え、娘も播磨との婚姻に乗り気であったために話を進めることにする。
青山 鉄山（あおやま てつざん）
青山家の先代当主。出世欲もなく、お役目第一の厳格な人柄で、若年寄の水野の覚えもめでたく、本来は小普請組の石高でありながら、御先手頭から加役本役と昇り、ひと時は火付盗賊改役長官まで務めた。もう少し長く生きていれば遠国奉行にもなれたとされるが、昨年の暮れに急逝している。
寡黙だが人を使うのが上手で、与力同心のみならず小者にも慕われ、町下での評判も良く、悪く謂う者は殆どいない。あまり家内で過ごすことはなく、親子で過ごした時間も交わした会話も少なかったが、尊敬はされている。

## 用語
青山家屋敷
番町にある直参旗本青山家の屋敷。通称「皿屋敷」。水捌けの悪い窪地なので、柳の生えた中庭はぐずぐずとした苔だらけで、暖かくなると饐えたような匂いがして羊歯も繁茂する。柳木の横には使われていない深い井戸がある。家柄に似合わぬ大名家並みの物持ちで、特に什器の類いが数え切れない程あり、家宝とされる姫谷焼の揃い皿だけでなく、色鍋島の大皿なども保管され、収納が不如意になって幾度か献残屋を呼んだこともある。
元々は3代家光公の御代に御小姓組番頭だった吉田大膳亮が構え、その後家光の姉である天寿院も住んだと伝えられる更屋敷の跡地で、天寿院が夜伽をさせて手討ちにした身分卑き男子の骸を幾つとなく投げ入れたとの俗信がある怪異井戸があった。天寿院が頓死した後は井中の怪火や様々な怪しが現れる怪異屋敷と悪名が立ち、誰も畏れて手を付けず屋敷は荒れ、潰れて更地となって井戸も埋まった。善くない場所だったが立地は悪くなかったので、青山家の祖先が井戸を含む700坪を拝領し、屋敷を建て井戸を掘り直して現在に至る。青山家の当主は代々強い運気を持つので問題なく過ごしていたが、運気を持たない者は中庭の井戸に負けてしまうのだという。
姫谷焼花絵皿10枚揃
青山家の家宝とされる姫谷焼の揃い皿。備後福山の窯で造られる幻の名品であり、皿1枚でも貴重なものが10枚揃いとなっているという世に2つとない神品らしい。品の良い色合いの木目細かい白磁に、牡丹や菊などの花が1輪だけ品良く描かれた美しい小振りな皿とされる。
拝領品ではなく青山家に代々伝わるもののようで、魔を除け福を呼び込むと謂われて大層大事にされており、先先代の大膳の時代から仕えている槙島でも鉄山の祝言の時に一度見たきり。以前は主人の部屋の床の間に、上質な桐箱に収めて飾ってあったのだが、大膳が若い頃に自ら割ったとの逸話もあり、以来台所の戸棚に仕舞っていたらしい。
白鞘組（しろざやぐみ）
赤松道場の門弟からなる部屋住の若侍どもの集団。組といっても揃いの白い鞘を誂え徒党を組んでいるだけで、法外の乱暴狼藉はせず、悪さは町奴と言い合いの喧嘩をする程度。それも吉原の遊里に行って遊女を抱く理由づけでしかなく、勝てば美酒を酌み交わして、負ければ自棄酒を喰らう。

## 書誌情報
- 四六判：中央公論新社、2010年1月、ISBN 978-4-12-004090-0
- 新書判：中央公論新社〈C★NOVELS〉、2013年6月、 ISBN 978-4-12-501251-3
- 文庫判：角川書店〈角川文庫〉、2014年8月、 ISBN 978-4-04-101596-4
- 文庫判：中央公論新社〈中公文庫〉、2017年8月、ISBN 978-4-12-206440-9